# Département de Malargüe
Le département de Malargüe est une des 18 subdivisions de la province de Mendoza, en Argentine. Son chef-lieu est la ville de Malargüe. Il a une superficie de 41 317 km2 et comptait 23 020 habitants en 2001.

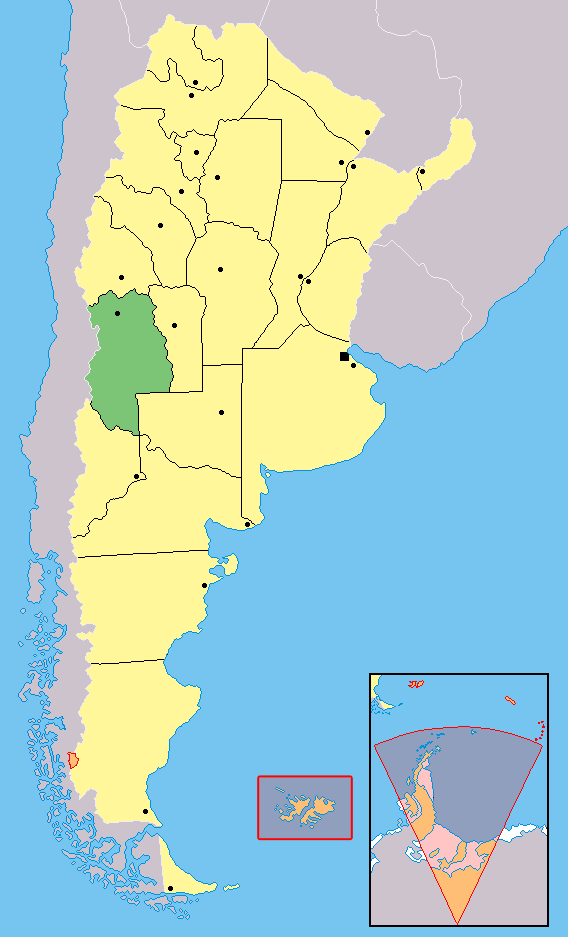
Localisation de la province de Mendoza en Argentine

## Géographie
Le territoire du département est très peu peuplé, à part la ville de Malargüe. Cette dernière regroupant 18 077 habitants en 2001, les 5 000 habitants restants occupent un territoire vaste comme la Suisse.
On peut diviser celui-ci en trois zones. L'ouest du département fait partie de la cordillère des Andes et est drainé par le Río Grande et par le Río Barrancas, cours supérieur du Río Colorado, qui entrainent les eaux vers le sud, la province de Neuquén. Les pluies y sont abondantes. Le volcanisme est important (volcan Planchón-Peteroa de 4 135 m).
La partie centrale est elle aussi montagneuse, mais les précipitations y sont faibles. Elle est constituée par une chaine volcanique appelée Bordo Alto del Payún, qui est le rebord oriental du bassin du Río Grande. De hauts volcans y prennent place comme le Santa María et le Payún Matrú (3 715 m). Le point le plus élevé est le Cerro Payún avec 3 838 m d'altitude.
Quant à la zone orientale, très sèche et quasi non peuplée en dehors de la ville de
Malargüe, elle doit être à son tour subdivisée en deux parties. En effet la partie nord de cette zone orientale est constituée par la dépression dite de los Huarpes au sein d'une région caractérisée par ses volcans. Elle bénéficie de la présence de deux rivières issues des Andes, les Río El Chacay et le Río Malargüe qui après avoir fourni l'eau à la ville de même nom, finissent leur cours dans la Lagunilla Llancanelo (petit bassin endoréique).
À l'est de cette lagune se dresse, à près de 3 000 mètres au-dessus de la plaine, la haute silhouette enneigée du Cerro Nevado (3 833 m) ainsi que celle du Payún qui culmine à 3 838 m d'altitude.
Enfin la partie sud de cette zone orientale est quasi désertique et inhabitée et appartient à la zone géographique de Patagonie.

## Localités principales
- Malargüe
- Agua Escondida

## Zones protégées
Deux réserves provinciales importantes ont été créées :
- La réserve provinciale de la Lagunilla Llancanelo, destinée à protéger un petit lac (laguna), paradis des oiseaux.
- La réserve provinciale La Payunia, de grande taille (4 500 km2) comprenant une grande partie de la chaîne des volcans et une zone de la steppe semi désertique préandine, le tout dominé par le Cerro Nevado (3 833 m).

À noter que des projets d'extension de ces deux importantes zones protégées existent, et ont toutes les chances de se voir réalisées.